# Kantmos
Kantmos (Lophocolea) is een geslacht uit de terpentijnmosfamilie (Geocalycaceae).

## Determinatie
De flankbladeren zijn meestal tweelobbig. De onderbladen van de Europese soort hebben twee kolommen, meestal met een tand aan elke buitenrand. De vrouwelijke gametangia bevinden zich aan de toppen van de hoofdscheut of op min of meer lange, zelden korte takken; de schutbladen zijn groter of ongeveer even groot als de flankbladeren. Het lange bloemdek met brede opening is meestal driehoekig. Mannelijke gametangia zijn meestal aarvormig, de schutbladen zijn iets kleiner dan de flankbladeren. Broedlichamen zijn aanwezig of ontbreken.

## Taxonomie
Kantmossoorten werden in het verleden door verschillende auteurs in het geslacht Chiloscyphus geplaatst, maar volgens recentere publicaties wordt Lophocolea opnieuw als apart geslacht onderscheiden.
Söderström (2016) noemt wereldwijd in totaal 145 soorten, maar slechts 44 soorten worden geaccepteerd, en er bestaan hiaten in de kennis of ernstige twijfels over de overige ongeveer 100.
Het geslacht komt voornamelijk voor in de tropen en het zuidelijk halfrond. De volgende soorten zijn vertegenwoordigd in Europa:
- Lophocolea bidentata (gewoon kantmos)
- Lophocolea bispinosa (gebogen kantmos)
- Lophocolea brookwoodiana
- Lophocolea coadunata
- Lophocolea fragrans
- Lophocolea heterophylla (gedrongen kantmos)
- Lophocolea minor (klein kantmos)
- Lophocolea semiteres (gaaf kantmos)

## Verspreiding
Het geslacht kent een kosmopolitische verspreiding.

## Fotogalerij

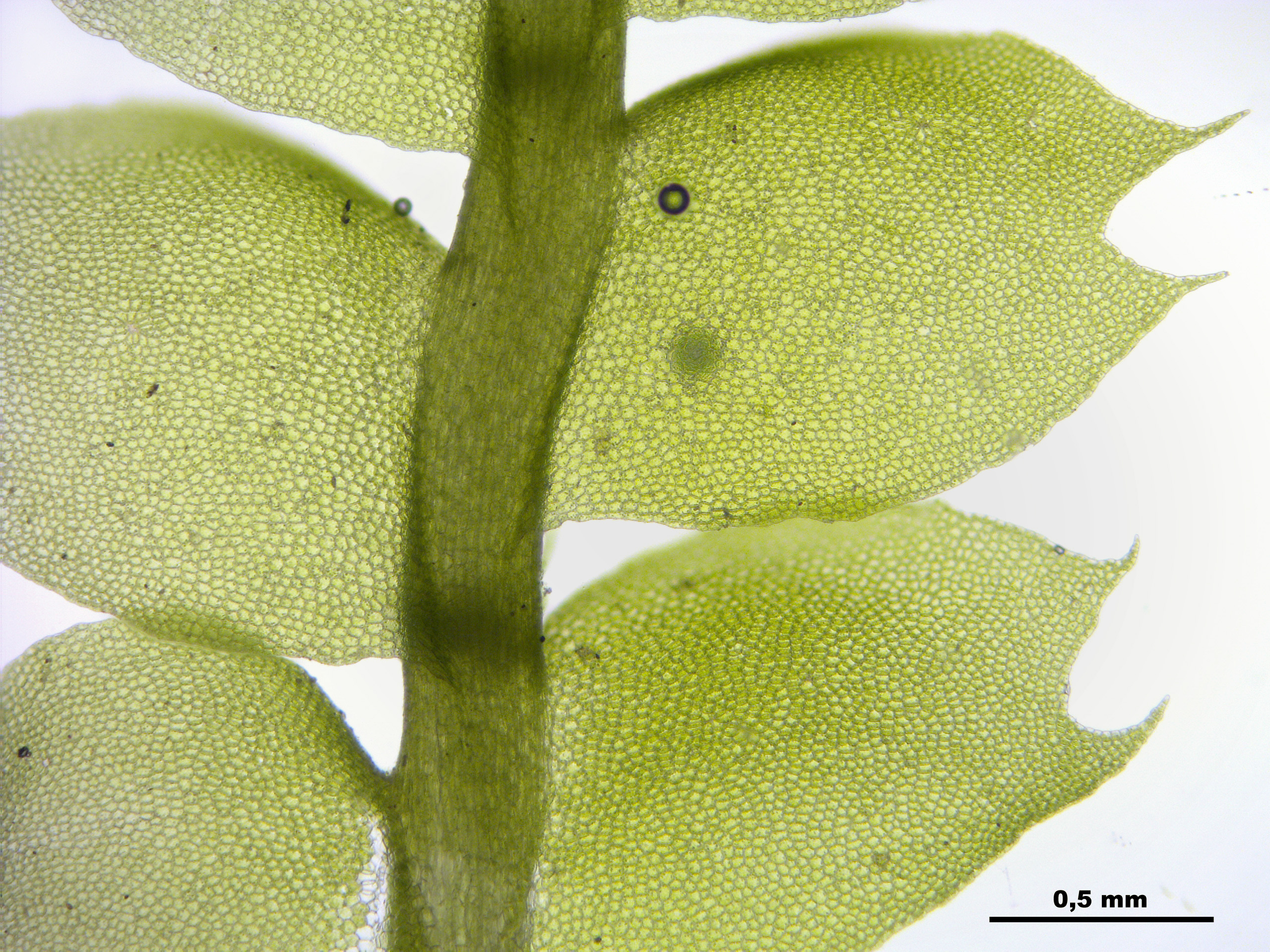
Gewoon kantmos
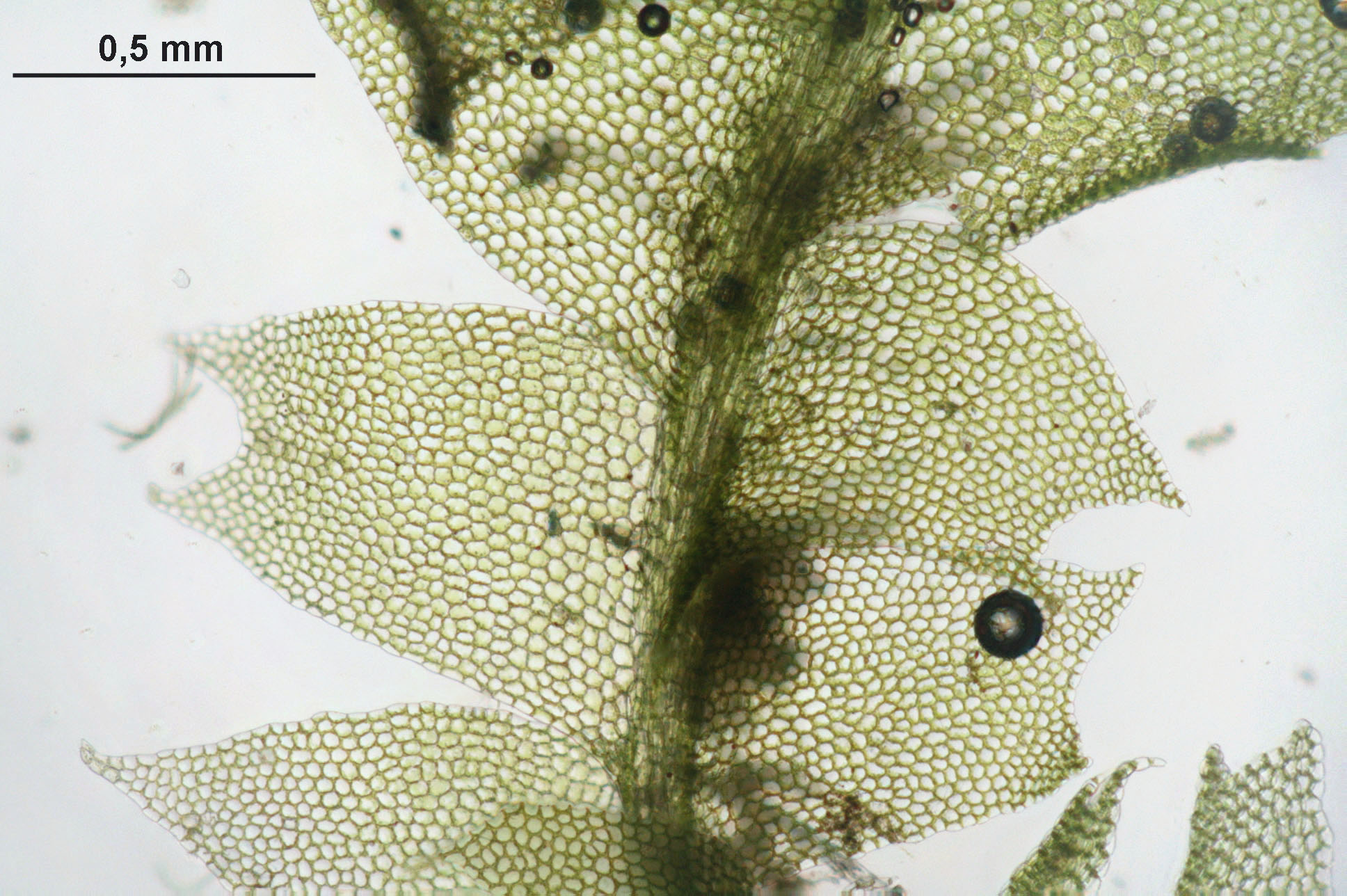
Gedrongen kantmos
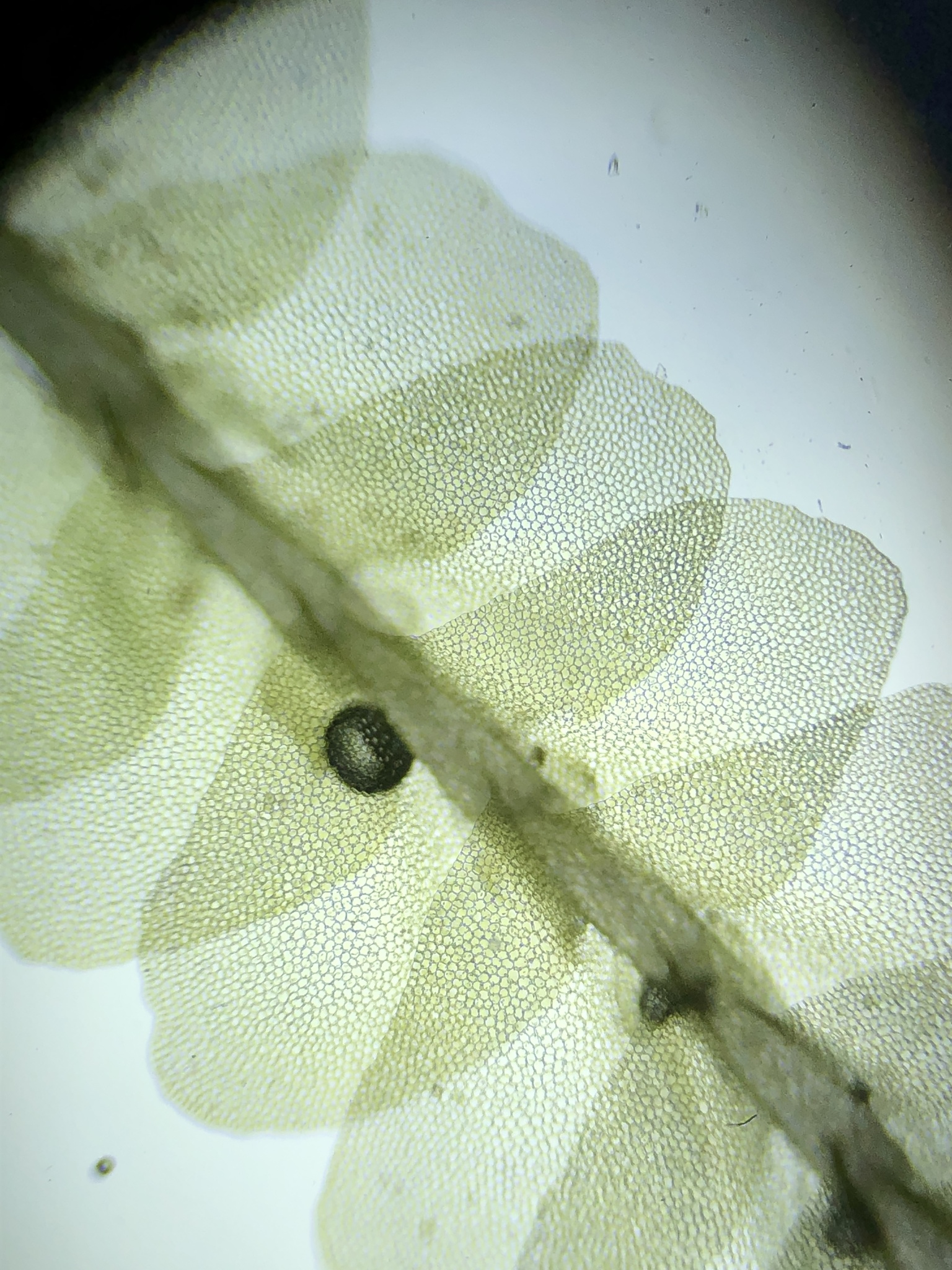
Gaaf kantmos
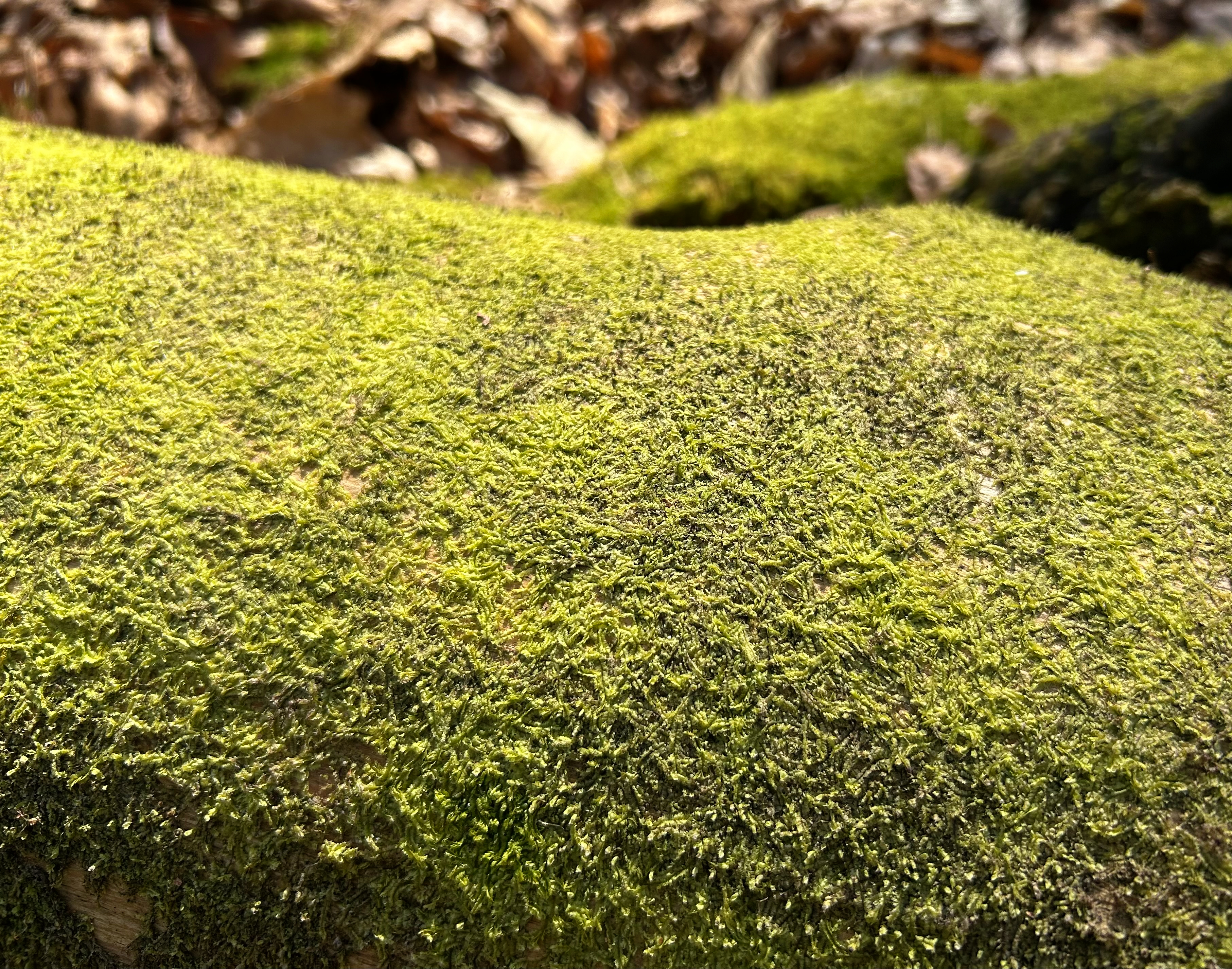
Dood hout begroeid met een dichte mat van gedrongen kantmos en af en toe ook gewoon kantmos.